# Premier portrait de Buonaparte
Le premier portrait de Buonaparte est un dessin au crayon représentant le profil du jeune Napoléon Bonaparte. Portant la date de 1785 dédicacé et signé d'un nommé Pontornini. Le document apparait en 1853 au moment de l'inauguration par Napoléon III du musée des Souverains installé dans les galeries du musée du Louvre, dont il devient l'une des pièces de la collection. Il est alors présenté comme le premier portrait connu de Napoléon Ier fait lors d'un séjour à Tournon en 1785. En 1914 à la suites d'analyses menées par l’historien et critique Paul Dupuy, il apparait que le dessin présente plusieurs incohérences, et inexactitudes historiques; entre autres de montrer le jeune Bonaparte portant une coiffure qui ne fut en vogue que lors de la Révolution et qui n'était pas réglementaire dans les régiments en 1785. L'indication Tournone dans la dédicace fait référence à Tournon-sur-Rhône, mais cette ville n'est mentionnée dans aucune biographie de Napoléon comme lieu où il aurait séjourné. Par ailleurs on ne connait aucun Pontornini dans l'entourage de Bonaparte, ou comme artiste de Tournon. Ces éléments ont amené les historiens à conclure que le portrait est un faux inspiré d'une gravure d'après un dessin de Giuseppe Longhi réalisé en 1796. Louis-Marie Bosredon, illustrateur et graveur, est l'auteur de ce faux. Le dessin fait partie des collections du château de Malmaison.

## Description
Dessin fait au crayon sur papier bleu de format carré rehaussé de craie blanche. Cadré sur le visage de Bonaparte, il est représenté de profil regardant vers la droite. Ses cheveux sont longs et son costume est esquissé sommairement. Sur le coin droit en bas de la feuille, on peut y lire une dédicace « Mio caro amico Buonaparte, Pontornini, del 1785, Tournone. » qui donne à la fois le nom du modèle représenté, celui de son auteur, la date du dessin et le lieu de sa réalisation .

## Historique
Vendu par Louis-Marie Bosredon, propriété de Prosper de Baudicour qui en fait don au musée des Souverains en 1853. Le dessin est inventorié au numéro 197 avec la description suivante : « Portrait de l'empereur Napoléon Ier fait en 1785 par Pontornini — Dessin sur papier bleu — Donné par M. de Baudicour. » À la fermeture définitive du musée en 1870, le dessin est transféré au Louvre. En 1896 il est intégré dans les réserves du musée du château de  Versailles. En 1912 il est exposé au château de Malmaison où il est toujours conservé.

## Interprétations et récits fictifs autour du dessin
Certains historiens et auteurs, dont Arthur Chuquet, Armand Dayot, et plus tard Max Gallo et Michel Vergé-Franceschi, se sont fait abuser par le caractère d'authenticité du dessin, et afin de le contextualiser,  ont élaboré un récit fictif sur une rencontre entre le jeune Bonaparte et Pontornini, présenté comme un ami ou un artiste corse. Dayot dans son ouvrage Napoléon raconté par l'image (1895), sous la reproduction du dessin, se basant sur une lecture erronée de l'année, 1783 au lieu de 1785, présente le portrait comme réalisé à l'école de Brienne où se trouvait Napoléon à l'époque, par un condisciple le dénommé Pontornini. Chuquet est l'auteur en 1898 de La Jeunesse de Napoléon en trois volumes où une reproduction du dessin est en frontispice. Il raconte que Bonaparte alors  lieutenant d'artillerie au régiment de la Fère en 1785, après avoir quitté l'école militaire de Paris en septembre pour se rendre à Valence où se trouve son régiment, fait une halte à Tournon. Là, il rencontre « un sien compatriote », avec qui il engage une conversation sur leur patrie commune, la Corse. Pontornini fait ensuite le portrait de cet ami, considéré par Chuquet comme le premier qu'on ait de Bonaparte, avec « une expression singulière de sérieux et de gravité »,. Gallo dans son Napoléon (1997) où il présente Pontornini comme un artiste corse résidant à Tournon et Vergé-Franceschi dans Napoléon, une enfance corse (2009, datant par erreur le dessin de 1786) font un récit similaire. 

## Doutes sur l'authenticité et la véracité du dessin
Dès la donation du dessin par Prosper de Baudicour au musée des Souverains en juin 1853, la direction est réticente de l'exposer. Baudicour lui-même relance deux fois par courrier le directeur des musées nationaux, Émilien de Nieuwerkerke le 6 et 20 mars 1854 pour que la commission chargé d'admettre les œuvres dans le musée, se décide enfin à faire accrocher le portrait mais sans mentionner le nom du donateur. Après deux autres courriers, le nom mal orthographié «Beaudicourt» figure sur le cartel du cadre. Pour Dupuy, les tergiversations ayant abouti à l'exposition du dessin, un an après son acquisition, furent plus motivées par la volonté de satisfaire Napoléon III maitre d'œuvre du musée des Souverains, que pour en valider l'authenticité. 

### Existence de Potornini
L'historien Frédéric Masson spécialiste reconnu de Napoléon Ier à la fin du XIXe siècle, est un des premiers à se poser des questions sur la véracité des faits. Dans son Napoléon Inconnu publié en 1895, il note page 132 que : « Il convient de signaler à cette date un curieux portrait de Bonaparte, au bas duquel on lit : Mio caro amico Buonaparte. Pontornini del 1785, Tounone. Ce dessin faisait partie des collections du Musée des Souverains (il ne figure pas au Catalogue) et est maintenant au musée de Versailles. Je n'ai retrouvé nulle part le nom de Pontornini, mais, à défaut d'autre renseignement, ce qui peut donner au dessin une apparence d'authenticité, c'est que Tournon était à deux lieues de Valence et que si Bonaparte y avait retrouvé un compatriote, il avait pu s'y lier avec lui. Je ne crois pas que Napoléon ait prononcé nulle part le nom de Pontornini. »,. Chuquet pourtant convaincu de l'authenticité, n'a jamais trouvé de documents mentionnant Pontornini. 

### Anachronisme de la coiffure de Napoléon

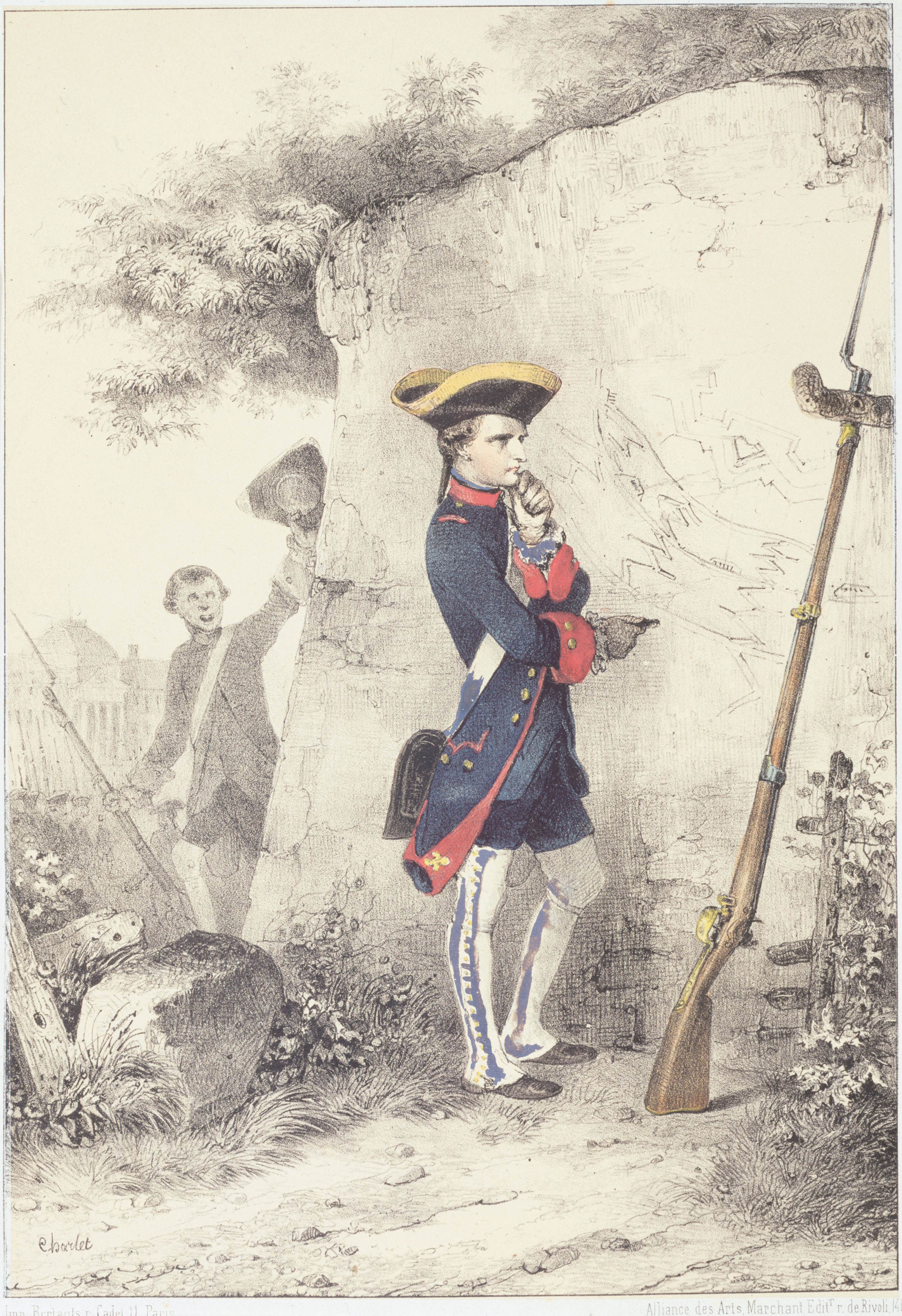
Nicolas-Toussaint Charlet, Napoléon, élève à l'école militaire (1783), musée Carnavalet. Dans cette lithographie, Charlet donne une apparence historiquement plausible de Napoléon en 1783, notamment sur le traitement de la coiffure.

Le deuxième élément jetant le doute sur l'authenticité du dessin concerne la coiffure portée par Napoléon. Le profil le montre avec des cheveux long coiffé en « oreilles de chien » et noués avec un ruban par derrière. Or, comme le relève Paul Dupuy, cette coiffure n'est pas en vogue en 1785 et ne correspond à aucun règlements sur la manière de se coiffer d'un cadet gentilhomme de l'armée royale. La coiffure des officiers d'artillerie dépendait d'un règlement militaire du 21 février 1779, qui exigeait que les cheveux soient coupés court devant, arrangé en rouleaux par dessus les oreilles et ramenés en catogan sur la nuque. En fait ce style de coiffure n'est portée que plusieurs années après la date du dessin, pendant la Révolution française et concernant Napoléon, lors de la première Campagne d'Italie.

### Mention de la ville de Tournon
Dernier élément, la mention de Tournone ou Tournoni dans la dédicace, fait référence à la ville de Tournon (actuellement Tournon sur Rhône). Dupuy précise que la forme Tournone ou Tournoni ne correspond pas à la traduction italienne du toponyme qui, à l'époque est Tornon. En 1914 dans une communication à l'Académie des sciences, belles-lettres et arts de Lyon sur un portrait de Bonaparte premier consul par Giuseppe Longhi, le professeur Charles Appleton en parlant du Pontornini, indique qu' : « un faussaire, pour donner de la vraisemblance à son œuvre, aurait, ce me semble, daté le portrait de Valence, où Bonaparte se trouvait en 1785, plutôt que de Tournon, à trois lieux de là, de l’autre côté du Rhône ». En 1928 Gabriel Faure écrivain natif de Tournon, fait état de ses recherches sur le dessin dans Le Figaro, et s'étonne de n'avoir trouvé aucune trace d'un dénommé Pontornini résidant à Tournon. Tournon qui ne correspond à aucun documents relatifs aux parcours de Napoléon entre Paris et Valence en 1785. 
Olivier Ihl, dans son étude sur le dessin, démontre que le choix de Tournon s'explique par l'existence dans les papiers et documents appartenant à Prosper de Baudicour et conservés aux archives du Louvre, d'un article paru dans la presse concernant une biographie de Napoléon par Émile Bégin, Histoire de Napoléon de sa famille et de son époque au point de vue de l’influence des idées napoléoniennes sur le monde publiée en 1853 année de réalisation du dessin. 
Dans son livre, Bégin raconte que Bonaparte, accompagné de son ami et condisciple Alexandre des Mazis, alors qu'ils sont en route pour Valence, font une halte au collège hospitalier de Tournon le 7 novembre 1785 à midi. N'ayant pas le temps de rejoindre Valence dans la journée, ils auraient passé la nuit dans l'auberge La Table ronde. Seulement il n'y a jamais eu d'auberge du nom de La Table Ronde à Tournon, et Napoléon ne s'est jamais arrêté dans cette ville ce jour de novembre 1785. En fait Bégin de son propre aveux a recopié cette anecdote d'une source douteuse l'Histoire populaire anecdotique et pittoresque de Napoléon et de la grande armée d'Émile Marco de Saint-Hilaire mystificateur littéraire et auteur de mémoires apocryphes sur Napoléon et la Révolution.

## Le modèle duPontornini
Paul Dupuy trouva la source qui servit de modèle au Pontornini. Il s'agit d'une gravure de Jacques Marchand d'après Giuseppe Longhi Nappollione Buonaparte âgé de 27 ans Général en chef et Vainqueur de l’Italie conservée à Malmaison. Louis-Marie Bosredon, du fait de ses activités de graveur et de peintre, avait plusieurs fois représenté Napoléon, soit dans des reproductions gravées de tableaux napoléoniens comme Napoléon rendant hommage au courage malheureux de Jean-Baptiste Debret, ou des œuvres originales qu'il proposa sans succès aux Salons de peinture. Il collectionnait aussi les gravures sur ce sujet. La gravure de Marchand est une variante d'un dessin aquarellé de Giuseppe Longhi réalisé en 1796, et qui connut un grand succès sous forme d'estampes, dans des éditions italiennes, françaises suisses ou allemandes. Le prototype est la planche de Frédéric Agnelli BONAPARTE General en chef de l'armee d'Italie 1796 sous titrée dessiné d'après nature et gravé à Milan. Les comparaisons que fait Dupuy des différentes déclinaisons du profil gravé, montre que Bosredon ne s'est pas inspiré de la gravure originale d'Agnelli, mais d'une copie de copie par Marchand de médiocre qualité, dont il accentue les défauts, la lippe boudeuse et le tracé mou du menton.

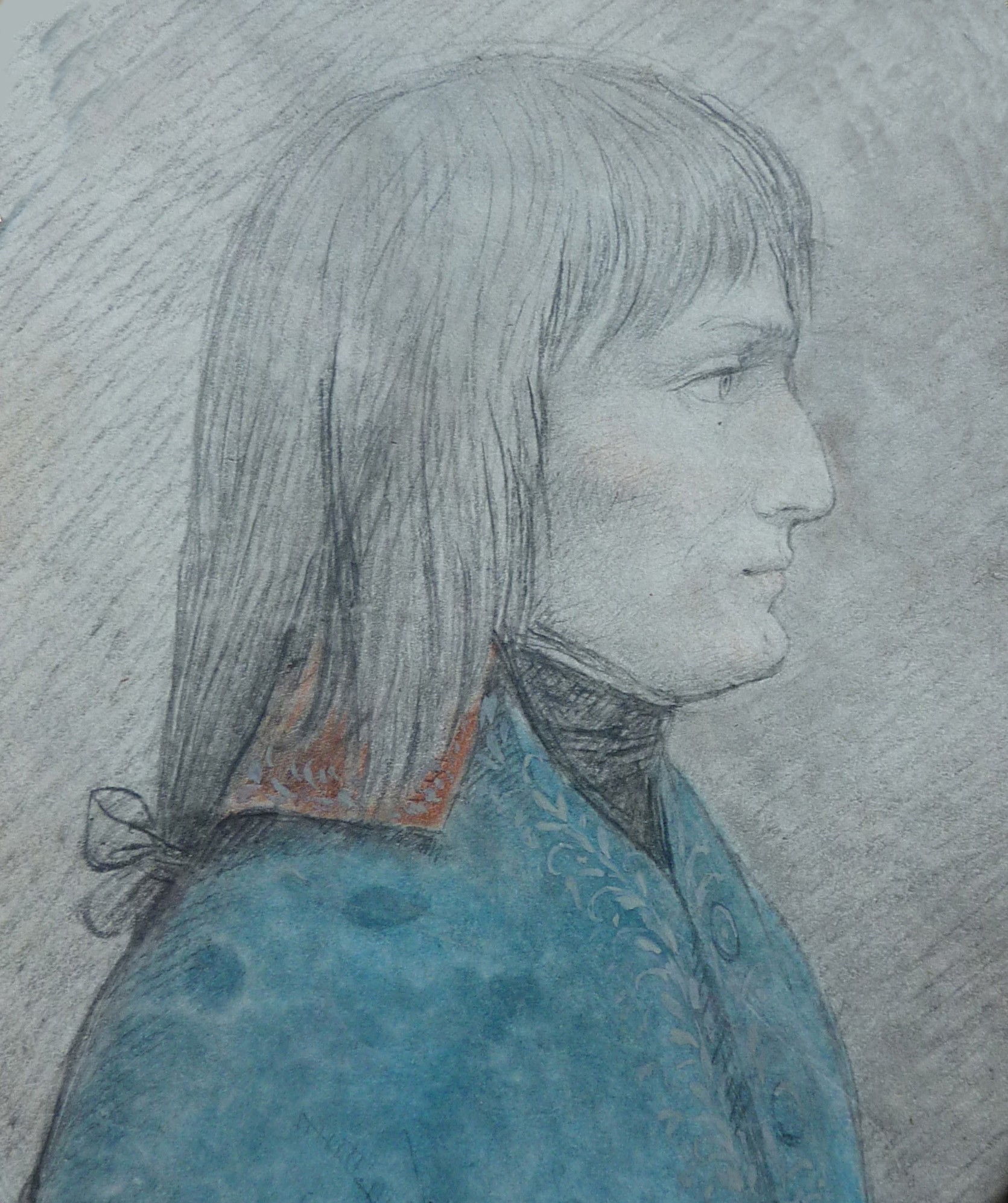
Portrait du général Bonaparte d'après nature par Giuseppe Longhi, 1796 (coll. privé).
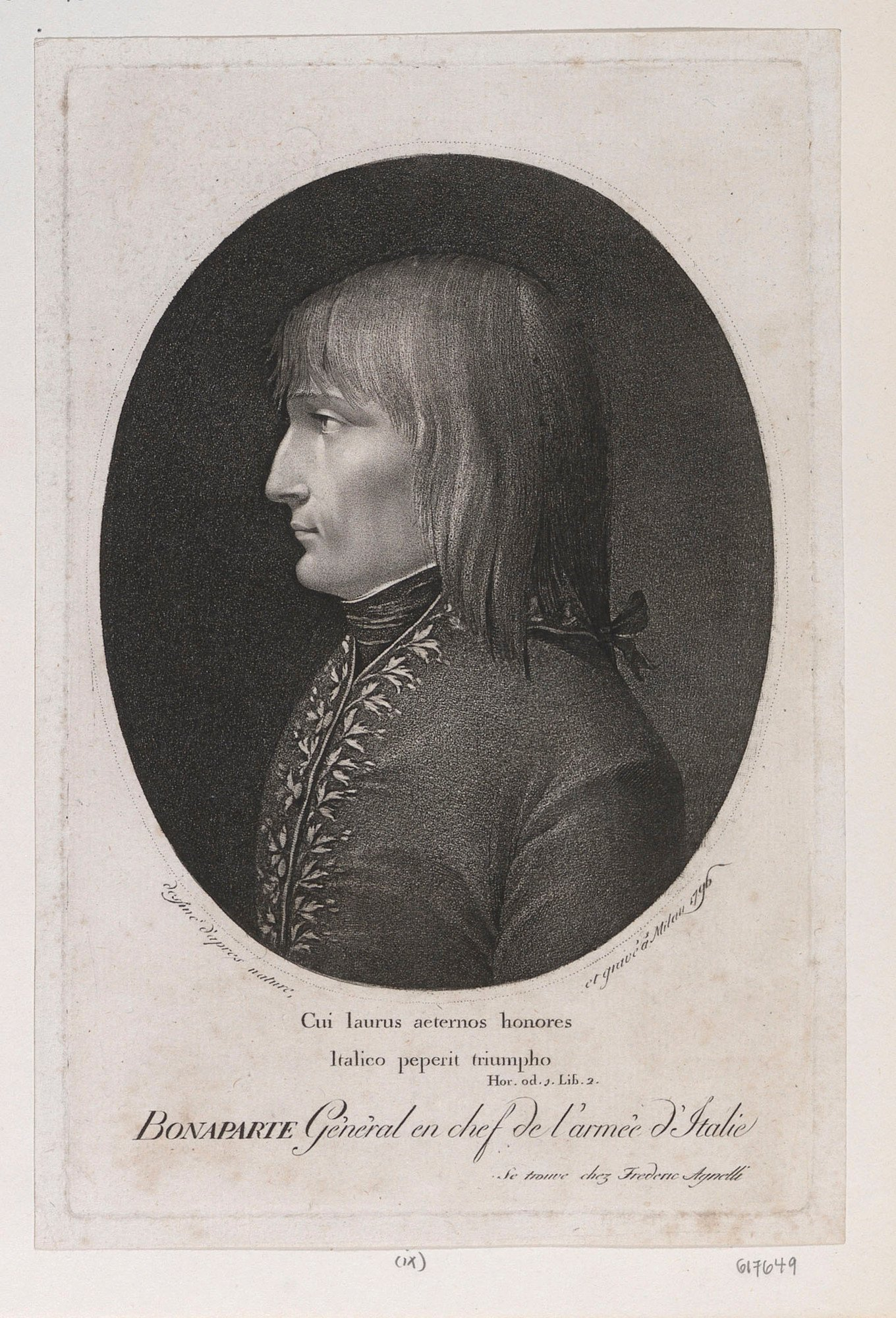
BONAPARTE General en chef de l'armee d'Italie gravure au pointillé de Frédéric Agnelli, d'après Giuseppe Longhi, 1796.
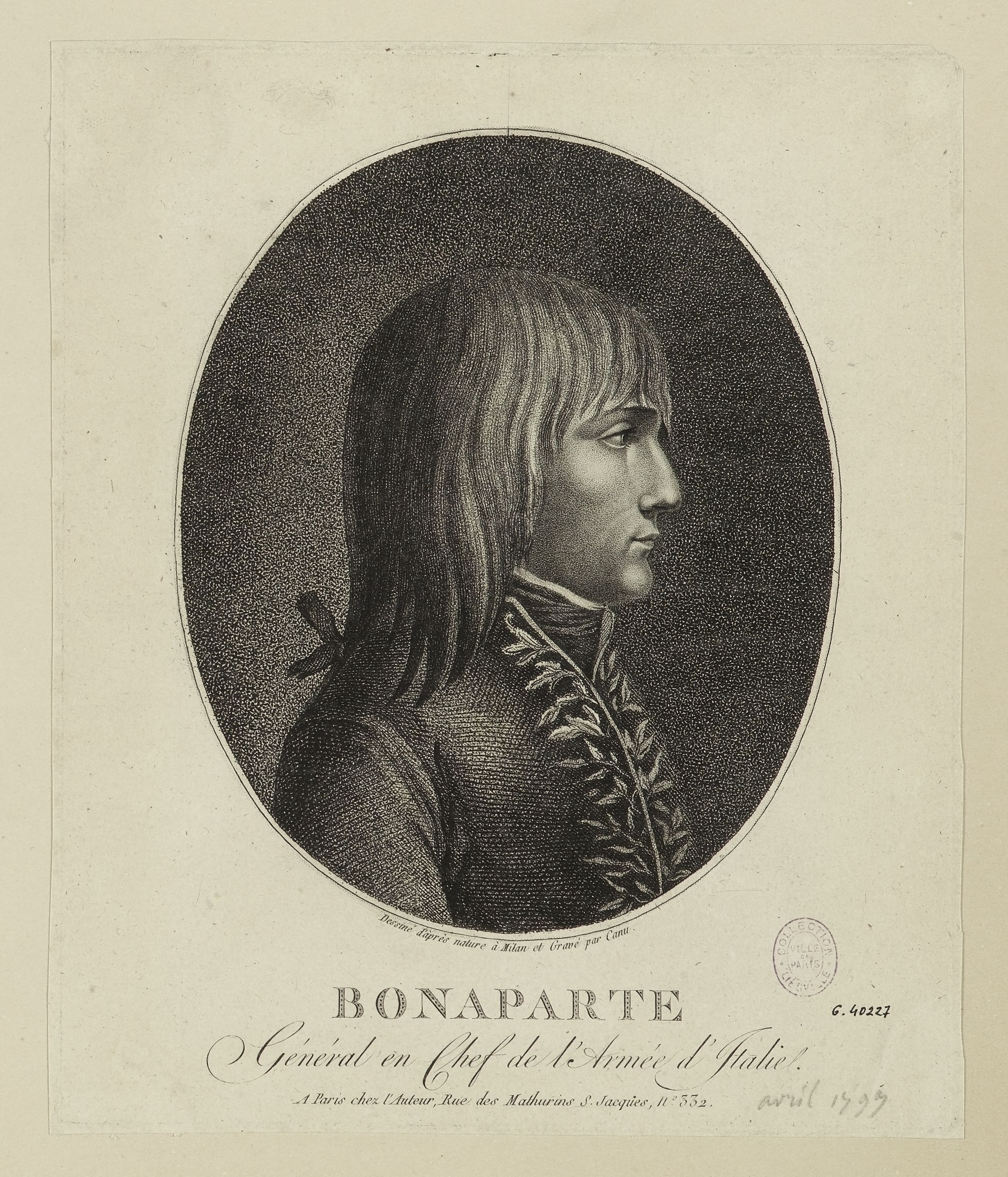
Gravure de Jean-Dominique-Etienne Canu d'après Longhi et Agnelli.
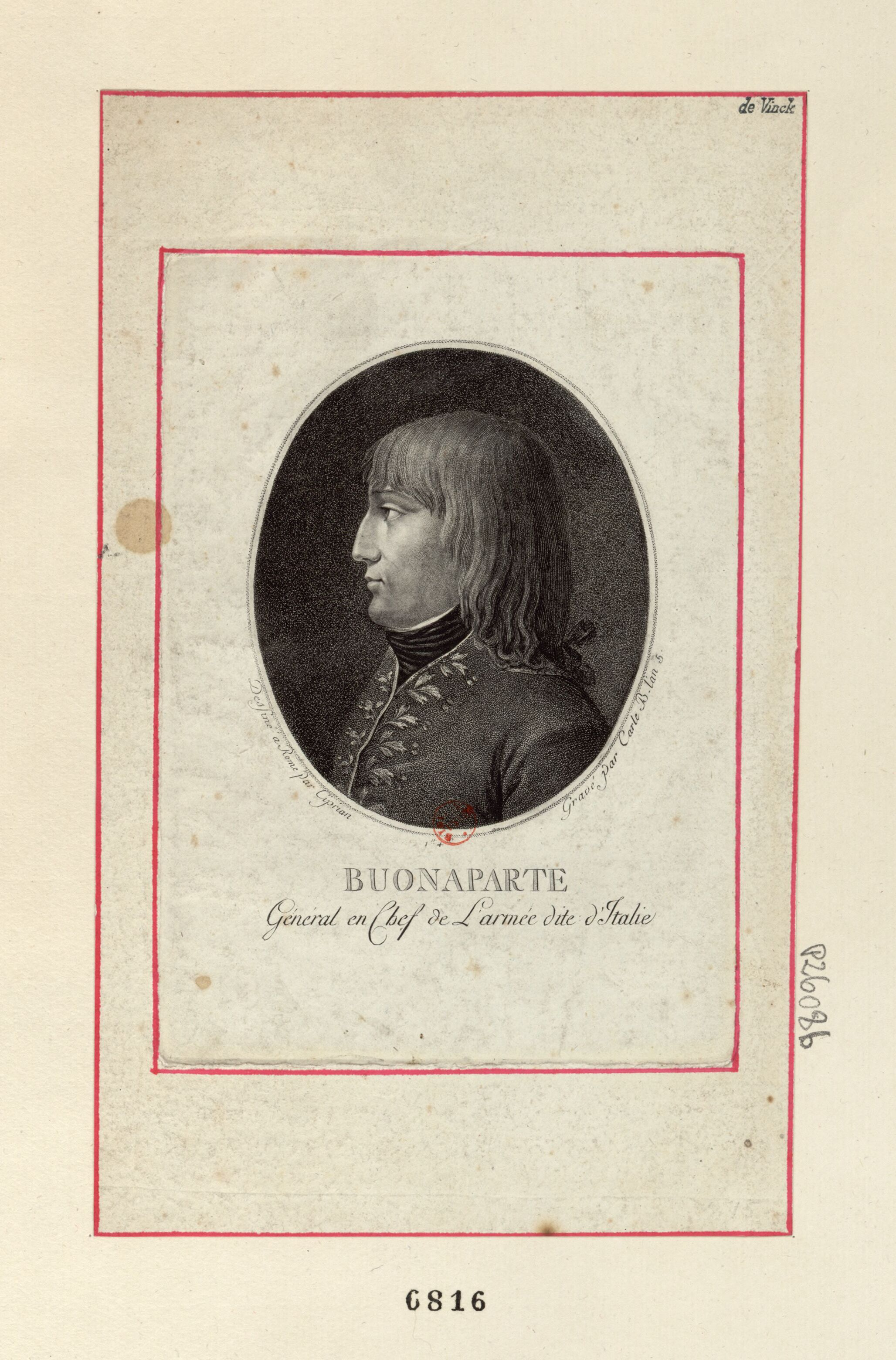
Gravure de Cipriani d'après Longhi et Agnelli.
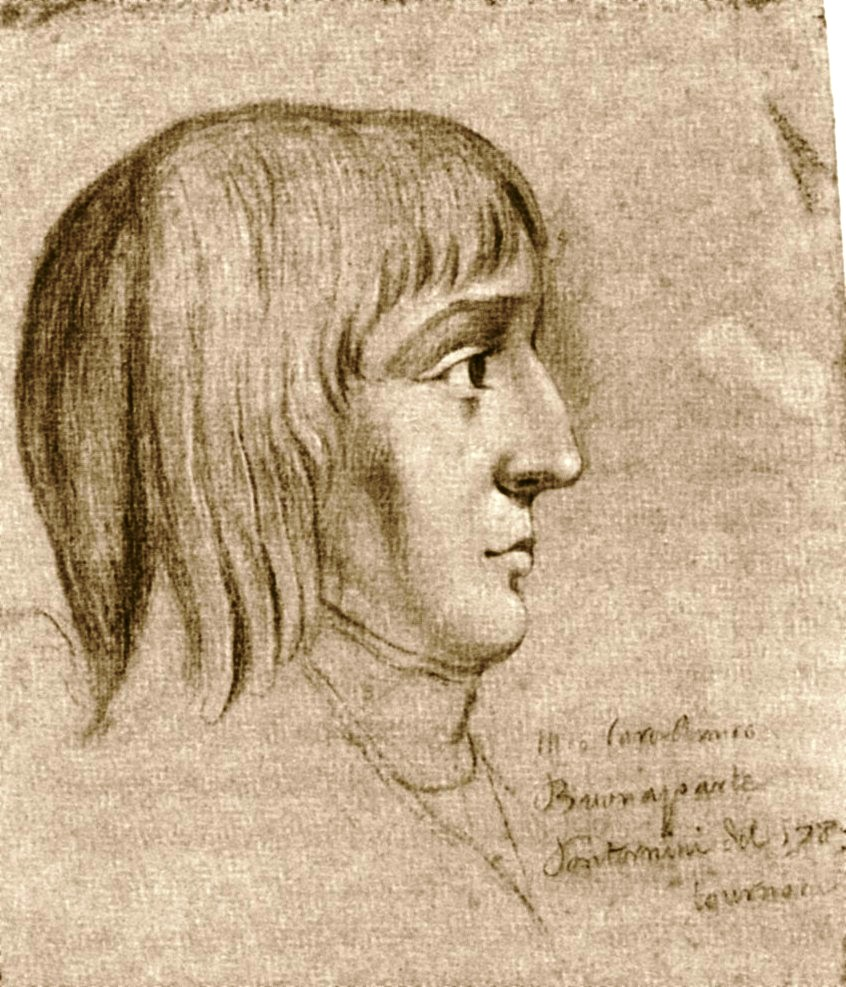
Pontornini.

## Identification du faussaire
Olivier Ihl dans son étude Le premier portrait de Buonaparte. Sur l’histoire d’un « faux » identifie l'illustrateur et graveur Louis Marie Bosredon, comme l'auteur du faux Pontornini. À l'origine travaillant comme illustrateur pour des éditeurs ou éditant et vendant ses propres gravures, les nombreux refus de ses peintures au Salon, le font se tourner vers la copie et la restauration d'œuvres anciennes pour des collectionneurs, dont aussi des contrefaçons. C'est dans ces circonstances qu'il travaille pour le collectionneur Prosper de Baudicour, dont il fournit le cabinet de curiosité. En 1853 Baudicour lui achète deux pièces, un autoportrait d'Eustache Lesueur, et le dessin du supposé Pontornini dans l'intention d'en faire don au Louvre. Considéré comme trop douteux pour être autographe, le Lesueur est refusé, par contre le Pontornini intègre le nouveau musée des Souverains installé dans les galeries du Louvre. La signature Pontornini par Bosredon, est une allusion à l'un des artistes qu'il admire le plus Jacopo Pontormo. Ce qui semble suggérer que le faussaire a voulu créer une sorte de pastiche pour abuser les acquéreurs, et prendre une revanche sur le milieu académique qui avait refusé ses œuvres, en faisant entrer par l'intermédiaire d'un collectionneur réputé sérieux et connaisseur, un faux dans l'enceinte d'un musée prestigieux. 